# Gryfice (district)
Gryfice (powiat gryficki) is een Pools district (powiat) in de woiwodschap West-Pommeren. De oppervlakte bedraagt 1018,19 km², het inwonertal 61.517 (2014).

## Steden
- Gryfice (Greifenberg in Pommern)
- Płoty (Plathe)
- Trzebiatów (Treptow an der Rega)
- Rewal (Rewahl)

Stadsdistricten: Szczecin · Koszalin · Świnoujście

Districten:
Białogard · Choszczno · Drawsko Pomorskie · Goleniów · Gryfice · Gryfino · Kamień · Kołobrzeg · Koszalin · Łobez · Myślibórz · Police · Pyrzyce · Sławno · Stargard · Szczecinek · Świdwin · Wałcz

Grootste steden:
Białogard · Goleniów · Gryfino · Kołobrzeg · Koszalin · Police · Stargard · Świnoujście · Szczecin · Szczecinek · Wałcz